# Espace pramétrique
En mathématiques, un espace pramétrique est un espace topologique plus général que les espaces métriques, ne nécessitant ni symétrie, ni indiscernabilité, ni la validité de l'inégalité triangulaire. De tels espaces apparaissent naturellement pour des applications entre espaces métriques.

## Définition
Un espace pramétrique {\displaystyle \left(M,\mathrm {d} \right)} est la donnée d'un ensemble M et d'une fonction {\displaystyle \mathrm {d} :M\times M\mapsto \mathbb {R} }, appelée fonction pramétrique (ou pramétrique), qui vérifie les deux conditions suivantes :
- {\displaystyle \forall x,y\in M,\quad \mathrm {d} \left(x,y\right)\geq 0} (positivité),
- {\displaystyle \forall x\quad \in M,\quad \mathrm {d} \left(x,x\right)=0}.

On peut donc avoir {\displaystyle \mathrm {d} \left(x,y\right)=0}, alors que {\displaystyle x\neq y}.

## Cas particuliers
Il existe peu de contraintes sur le choix d'une pramétrique. On peut ainsi imposer certaines propriétés :
- Si {\displaystyle \mathrm {d} \left(x,y\right)=\mathrm {d} \left(y,x\right)}, la fonction pramétrique est dite « symétrique » ;
  - Si de plus {\displaystyle \mathrm {d} \left(x,y\right)=0} implique x = y, la fonction et l'espace sont dits semimétriques ;
- Si d vérifie l'inégalité triangulaire, la fonction et l'espace sont dits hémimétriques ;
  - Si de plus {\displaystyle \mathrm {d} \left(x,y\right)=0} implique x = y, la fonction et l'espace sont dits quasimétriques ;
  - Si de plus d est symétrique, alors c'est un écart et l'espace est dit pseudométrique ;

Le cas où d vérifie ces trois propriétés est celui d'une distance et d'un espace métrique.

## Exemples
- Soient {\displaystyle \left(X,\rho \right)} un espace métrique et {\displaystyle f:X\to Y} une application, alors la fonction{\displaystyle \mathrm {d} \left(x,y\right)=\rho \left(f^{-1}\left(\{x\}\right),\,f^{-1}\left(\{y\}\right)\right)}est une pramétrique symétrique.
- La fonction définie par{\displaystyle \mathrm {d} \left(x,y\right)={\begin{cases}|x-y|&{\text{pour}}\quad x\leq y\\1&{\text{sinon}}\end{cases}}}est une pramétrique non symétrique. L'espace topologique associé (cf. infra) est la droite de Sorgenfrey.
- Sur l'ensemble {0, 1}, la pramétrique d telle que d (0,1) = 1 et d (1, 0) = 0 engendre la topologie de Sierpiński (qui est connexe).

## Propriétés topologiques
Une boule pour une pramétrique p est définie, comme pour une distance, par :
{\displaystyle B_{r}\left(p\right)=\{x\in M\;|\;\mathrm {d} \left(x,p\right)<r\}.~}
L'ensemble de ces boules peut ne pas constituer une base de topologie, mais peut être utilisé pour définir une topologie en posant :
{\displaystyle U\subset M} est un ouvert si et seulement si :
{\displaystyle \forall p\in U\quad \exists r>0\qquad B_{r}\left(p\right)\subset U}.
De manière équivalente,
{\displaystyle F\subset M} est fermé si et seulement si :
{\displaystyle \forall p\in M\setminus F\quad \mathrm {d} \left(p,F\right)>0}.
Une boule {\displaystyle B_{r}(p)} (avec {\displaystyle r>0}) n'est pas nécessairement un ouvert : son intérieur peut ne pas contenir p et peut même être vide.
Un autre aspect inhabituel de ces espaces est qu'un point situé dans un fermé F
peut avoir une distance à ce fermé non nulle :
{\displaystyle x\in F} n'implique pas {\displaystyle \mathrm {d} \left(x,F\right)=0}.
L'application qui à toute partie A de M associe l'ensemble
{\displaystyle [A]_{p}=\{x\in M:\mathrm {d} \left(x,A\right)=0\}\,}
des points situés à une distance nulle de A constitue un opérateur de préclôture sur M.
Une propriété intéressante des espaces pramétriques est qu'un espace topologique dont la topologie est engendrée par une pramétrique est un espace séquentiel.